# Pelomonas
Pelomonas es un género de bacterias gramnegativas de la familia Comamonadaceae. Fue descrito en el año 2005. Su etimología hace referencia a lodo. Son bacterias aerobias y móviles por flagelo polar. Catalasa y oxidasa positivas. Se encuentran en aguas y lodos de ambientes acuáticos.